# Ethan Horvath
Ethan Shea Horvath (ur. 9 czerwca 1995 w Highlands Ranch) – amerykański piłkarz węgierskiego pochodzenia występujący na pozycji bramkarza w walijskim klubie Cardiff City. Wychowanek Realu Colorado. Znalazł się w kadrze reprezentacji Stanów Zjednoczonych na Copa América 2016.